# Olijfrugspecht
De olijfrugspecht (Colaptes rubiginosus) is een vogel uit de familie Picidae (spechten).

## Verspreiding en leefgebied
Deze soort komt voor van Mexico tot Guyana, noordwestelijk Peru en noordwestelijk Argentinië en telt 18 ondersoorten:
- C. r. yucatanensis: van zuidelijk Mexico tot westelijk Panama.
- C. r. alleni: noordelijk Colombia.
- C. r. buenavistae: oostelijk Colombia en oostelijk Ecuador.
- C. r. meridensis: noordwestelijk Venezuela.
- C. r. rubiginosus: het noordelijke deel van Centraal-en noordoostelijk Venezuela.
- C. r. deltanus: Delta Amacuro (noordoostelijk Venezuela).
- C. r. paraquensis: het zuidelijke deel van Centraal-Venezuela.
- C. r. guianae: oostelijk Venezuela en westelijk Guyana.
- C. r. viridissimus: de tepuis van zuidoostelijk Venezuela.
- C. r. nigriceps: zuidelijk Guyana en zuidelijk Suriname.
- C. r. trinitatis: Trinidad.
- C. r. tobagensis: Tobago.
- C. r. gularis: centraal en westelijk Colombia.
- C. r. rubripileus: zuidwestelijk Colombia, westelijk Ecuador en noordwestelijk Peru.
- C. r. coloratus: van zuidoostelijk Ecuador tot het noordelijke deel van Centraal-Peru.
- C. r. chrysogaster: centraal Peru.
- C. r. canipileus: centraal en zuidoostelijk Bolivia.
- C. r. tucumanus: zuidelijk Bolivia en noordwestelijk Argentinië.